# Liste der Kulturdenkmäler in Schwabenrod
Die folgende Liste enthält die in der Denkmaltopographie ausgewiesenen Kulturdenkmäler auf dem Gebiet des Ortsteils Schwabenrod der  Stadt Alsfeld, Vogelsbergkreis, Hessen.
Hinweis: Die Reihenfolge der Denkmäler in dieser Liste orientiert sich an der Anschrift, alternativ ist sie auch nach der Bezeichnung, der vom Landesamt für Denkmalpflege vergebenen Nummer oder der Bauzeit sortierbar.
Kulturdenkmäler werden fortlaufend im Denkmalverzeichnis des Landes Hessen durch das Landesamt für Denkmalpflege Hessen auf Basis des Hessischen Denkmalschutzgesetzes (HDSchG) geführt. Die Schutzwürdigkeit eines Kulturdenkmals hängt nicht von der Eintragung in das Denkmalverzeichnis des Landes Hessen oder der Veröffentlichung in der Denkmaltopographie ab.

| Bild                         | Bezeichnung                  | Lage                                                   | Beschreibung | Bauzeit                      | Objekt-Nr. |
| ---------------------------- | ---------------------------- | ------------------------------------------------------ | --- | ---------------------------- | ---------- |
| Bild gesucht BW              | Gesamtanlage Schwabenrod     | Gesamtanlage Lage                                      | Die siedlerische Keimzelle des Ortes befindet sich in der unmittelbaren Umgebung der Kirche, die von großformatigen Wohn- und Wohnwirtschaftsgebäuden aus dem Ende des 18. und Beginn des 19. Jahrhunderts umgeben wird. Besonders eindrucksvoll sind die Häuser Gartenweg 4 und An der Kirche 3.                                             |                              | 12575 DDB  |
| Einhaus                      | Einhaus                      | An der Kirche 3 LageFlur: 1, Flurstück: 83/1           | Gegenüber der Kirche erhebt sich ein ortsbildprägendes Einhaus aus dem Jahr 1758 in einem schlichten Gerüstraster aus einfach verriegelten 3/4-Streben an den Eckständern der Giebelseite. | 1758                         | 12576 DDB  |
| weitere Bilder               | Evangelische Kirche          | An der Kirche 4 LageFlur: 1, Flurstück: 95             | Die Kirche trägt über dem Portal einen inschriftlich datierten Schlussstein des Jahres 1755. Der Bau erhebt sich, verwandt mit der Kirche in Heidelbach, in verputztem Mauerwerk mit hohen Fenstern, der Chor schließt in einer polygonalen Brechung ab.                                                                                      | 1755                         | 12577 DDB  |
| Brunnen                      | Brunnen                      | Bornplatz o. Nr. LageFlur: 1, Flurstück: 249/4         | Schlichter Brunnen im Ortsmittelpunkt aus einem stehenden Sandsteinpfeiler mit wenig profilierter Plinthe und metallenem Austrittsrohr. Vor dem Brunnenstock befindet sich ein rechteckiger Kump, in welchen das Wasser abfließt. |                              | 12578 DDB  |
| Hofanlage                    | Hofanlage                    | Bornstraße 1 LageFlur: 1, Flurstück: 54/2              | Hakenförmig erschlossene Hofanlage mit einem Fachwerkwohnhaus, dessen baulicher Kern aus dem späten 16. Jahrhundert datiert. Charakteristisch für die frühe Bauzeit ist die Abzimmerung als Ständerkonstruktion. | Ende 16. Jahrhundert         | 12647 DDB  |
| Hofanlage                    | Hofanlage                    | Bornstraße 4 LageFlur: 1, Flurstück: 5/1               | Abseits der Durchgangsstraße erhebt sich eine mächtige, vierseitig geschlossene Hofanlage. Das Wohnhaus verweist mit seiner Fachwerkkonfiguration aus einfach verriegelten 3/4-Streben bzw. Mannfiguren mit eingestellten Fußstreben auf eine Bauzeit um 1750.                                                                                | um 1750                      | 12580 DDB  |
| Hofanlage                    | Hofanlage                    | Gartenweg 1 LageFlur: 1, Flurstück: 64/5               | Mächtige, die Ansicht der Durchgangsstraße prägende Gebäudegruppe mit einem Fachwerkwohnhaus aus der Mitte des 18. Jahrhunderts. Die Fassaden des zweigeschossigen Gebäudes, das über einer ausgeprägten Sockelzone aufgeht, sind von Eternitplatten bedeckt.                                                                                 | Mitte 18. Jahrhundert        | 12581 DDB  |
| Fachwerkwohnhaus und Scheune | Fachwerkwohnhaus und Scheune | Gartenweg 3 LageFlur: 1, Flurstück: 66/1               | Um 1700 erbautes Fachwerkwohnhaus in konstruktivem Gerüstraster: an den Eckständern des Obergeschosses einfach verriegelte Mannfiguren, an den Bundständern gewellte Fußstreben. Die Eckständer des Untergeschosses werden von 3/4-Streben in das Fachwerkgefüge eingebunden.                                                                 | um 1700                      | 12582 DDB  |
| Fachwerkwohnhaus             | Fachwerkwohnhaus             | Gartenweg 4 LageFlur: 1, Flurstück: 88/1               | Fachwerkwohnhaus in der Blickachse des Weges aus dem späten 18. Jahrhundert Die schlichte Fachwerkkonfiguration besteht aus einfach verriegelten 3/4-Streben an den Eckständern, die teilweise mit Kopfknaggen versehen sind. | Ende 18. Jahrhundert         | 12583 DDB  |
| Fachwerkwohnhaus             | Fachwerkwohnhaus             | Gartenweg 8 LageFlur: 1, Flurstück: 100/1              | Das Ende der historischen Bebauung in diesem Bereich des Straßenzuges vergegenwärtigt ein giebelständig orientiertes Fachwerkwohnhaus, das um 1800 erbaut wurde. Das dicht gefügte Fachwerkgerüst, das über einer ausgeprägten Sockelzone aus Hausteinmauerwerk aufsteigt.                                                                    | um 1800                      | 12584 DDB  |
| Einhaus                      | Einhaus                      | Gartenweg 9 LageFlur: 1, Flurstück: 76/1               | Zusammen mit dem gegenüber befindlichen Gebäude übt das Einhaus aus dem Beginn des 19. Jahrhunderts eine städtebaulich wichtige Torfunktion aus. | Beginn 19. Jahrhundert       | 12585 DDB  |
| Bild gesucht BW              | Kleenmühle                   | Münch-Leuseler Straße 23 LageFlur: 1, Flurstück: 206/2 | Außerhalb der Ortslage erhebt sich die sog. Kleenmühle. Das Wohnhaus weist in seinem Fachwerkgefüge des Obergeschosses mit doppelt verriegelten, mit einer zusätzlichen Fußstrebe versehenen Mannfiguren an den Eck- und Bundständern, deren geknickte Fußstreben weit ausgreifen, auf eine Bauzeit in die erste Hälfte des 18. Jahrhunderts. | Erste Hälfte 18. Jahrhundert | 12586 DDB  |